# Serralada d'Imeon
La serralada d'Imeon és una serralada que ocupa l'interior de l'illa Smith, a les illes Shetland del Sud, Antàrtida. S'estén 30 km en direcció sud-oest-nord-est, entre el cap James i el cap Smith, i té 6,8 km d'amplada. El seu cim més alt és el mont Foster, de 2.025 msnm, que va ser escalat per primera vegada l'any 1996 per un equip neozelandès dirigit per Greg Landreth.